# Bonoso

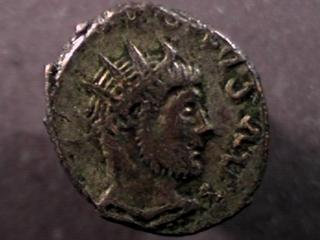
Antoniniano de Bonoso

Galo Quinto Bonoso, (en latín, Gallus Quintus Bonosus) fue un usurpador del Imperio romano del siglo III. 
Nacido en Hispania, su padre era de Britania y su madre de la Galia. Perdió a su padre a temprana edad, su madre lo educó convenientemente. Tuvo una destacada carrera militar y una excelente acción de servicio cuando, estacionado en el Rin, las tribus germanas intentaron quemar y destruir la flota a sus órdenes. Temeroso de las consecuencias, se autoproclamó Emperador romano (ca. 281) en Colonia (Colonia Agrippina) juntamente con Próculo. Sin embargo, esto no lo salvó de Probo, que tras un prolongado interludio consiguió derrotarlo. Bonoso no encontró una vía de escape y se suicidó.
Dejó atrás una esposa y dos hijos que fueron tratados con honores por el emperador.